# Remya kauaiensis
Remya kauaiensis là một loài thực vật có hoa trong họ Cúc. Loài này được Hillebr. miêu tả khoa học đầu tiên năm 1888.